# Collothun
Der Collothun, gelegentlich auch Collethun, war ein persisches Volumenmaß für Getreide. Die Artaba war das größere und Leitmaß.
- 1 Collothum = 8,155 Liter[1] (auch = 7,02 oder 8,19 oder 8,22 Liter[2])

Die Maßkette zur Artaba war:
- 1 Artaba = 8 Collothun = 25 Capichas/Heminas = 50 Chenicas = 200 Sextario/Sextarius = 56,238 bis 65,789 Liter[3][4]